# Wiktor Kondratow
Wiktor Iwanowycz Kondratow, ukr. Віктор Іванович Кондратов, ros. Виктор Иванович Кондратов, Wiktor Iwanowicz Kondratow (ur. 10 maja 1952 w Kijowie, zm. 6 listopada 2024) – ukraiński piłkarz, grający na pozycji obrońcy, a wcześniej napastnika, trener piłkarski.

## Kariera piłkarska

### Kariera klubowa
Wychowanek szkółki piłkarskiej Dynama Kijów. Najpierw występował w drużynie rezerwowej, a w 1972 debiutował w podstawowym składzie Dynama. Przez wysoką konkurencję nieczęsto trafiał do głównej jedenastki, dlatego w 1975 przeszedł do Szachtara Donieck, w którym spędził 8 sezonów. W 1982 przeniósł się do Lwowa, gdzie bronił barw SKA Karpaty Lwów, w którym zakończył karierę zawodową.

## Kariera trenerska
Po zakończeniu kariery piłkarskiej rozpoczął karierę trenerską. Od 1988 pracował w DJuSSz Dynamo Kijów. Następnie wchodził do sztabu szkoleniowego drugiej drużyny Dynama. Na początku XXI wieku pomagał prowadzić juniorską reprezentację Ukrainy. W 2004 otrzymał propozycję pracy na stanowisku głównego trenera drużyny rezerwowej Dynama. Potem trenował trzecią drużynę Dynama. Od lata 2008 jako trener selekcjoner poszukuje talenty dla Dynama.

## Sukcesy i odznaczenia

### Sukcesy klubowe
- mistrz ZSRR: 1974
- wicemistrz ZSRR: 1975, 1979
- brązowy medalista Mistrzostw ZSRR: 1978
- zdobywca Pucharu ZSRR: 1980

### Sukcesy indywidualne
- wybrany do listy 33 najlepszych piłkarzy ZSRR: Nr 3 (1978)

### Odznaczenia
- tytuł Mistrza Sportu ZSRR: 1974